# Ida B. Wells
Ida Bell Wells-Barnett (Holly Springs, 16 de julho de 1862 — Chicago, 25 de março de 1931), mais conhecida como Ida B. Wells, foi uma jornalista, editora de jornal, sufragista, feminista e socióloga norte-americana. Ida tornou-se, sem sombra de dúvida, a mulher negra mais famosa dos Estados Unidos, em uma época de profundo preconceito e violência generalizada contra negros.
Uma das precursoras do movimento dos direitos civis, Ida foi uma das fundadoras da National Association for the Advancement of Colored People (NAACP) em 1909 com a ajuda do Partido Republicano o qual a pertenceu.
Ida nasceu na escravidão em Holly Springs. Ganhou a liberdade com a Proclamação de Emancipação durante a Guerra de Secessão, mas perdeu os pais para a epidemia de febre amarela aos 16 anos, em 1878. Assim, Ida precisou trabalhar para manter a família, com a ajuda da avó. Mudou-se com os irmãos para Memphis, onde poderia encontrar um emprego como professora que pagasse melhor. Logo ela se tornaria uma das donas de um jornal, o Memphis Free Speech and Headlight.
Em 1880, Ida documentou uma série de linchamentos pelo país. Mostrou como o linchamento era usado com frequência no sul dos Estados Unidos para manter negros em constante estado de controle e punição generalizada pelos brancos. Por seus textos sobre a cobertura dos linchamentos, que foram lidos por todo o país, as prensas de seu jornal foram destruídas por uma turba de homens brancos.
Sob constantes ameaças, Ida precisou sair de Memphis, mudando-se para Chicago. Lá ela se casou e constituiu família, enquanto continuava escrevendo, palestrando e organizando passeatas pelos direitos civis pelo resto da vida. Ida foi franca sobre suas crenças como ativista negra e enfrentou a desaprovação pública regularmente, que incluía líderes com pontos de vista divergentes tanto do movimento dos direitos civis quanto do movimento de sufrágio feminino. Foi muito ativa no movimento feminista e do sufrágio, estabelecendo várias organizações de mulheres. Era excelente na oratória e na retórica, tendo viajado para o exterior para dar palestras.

## Infância e adolescência

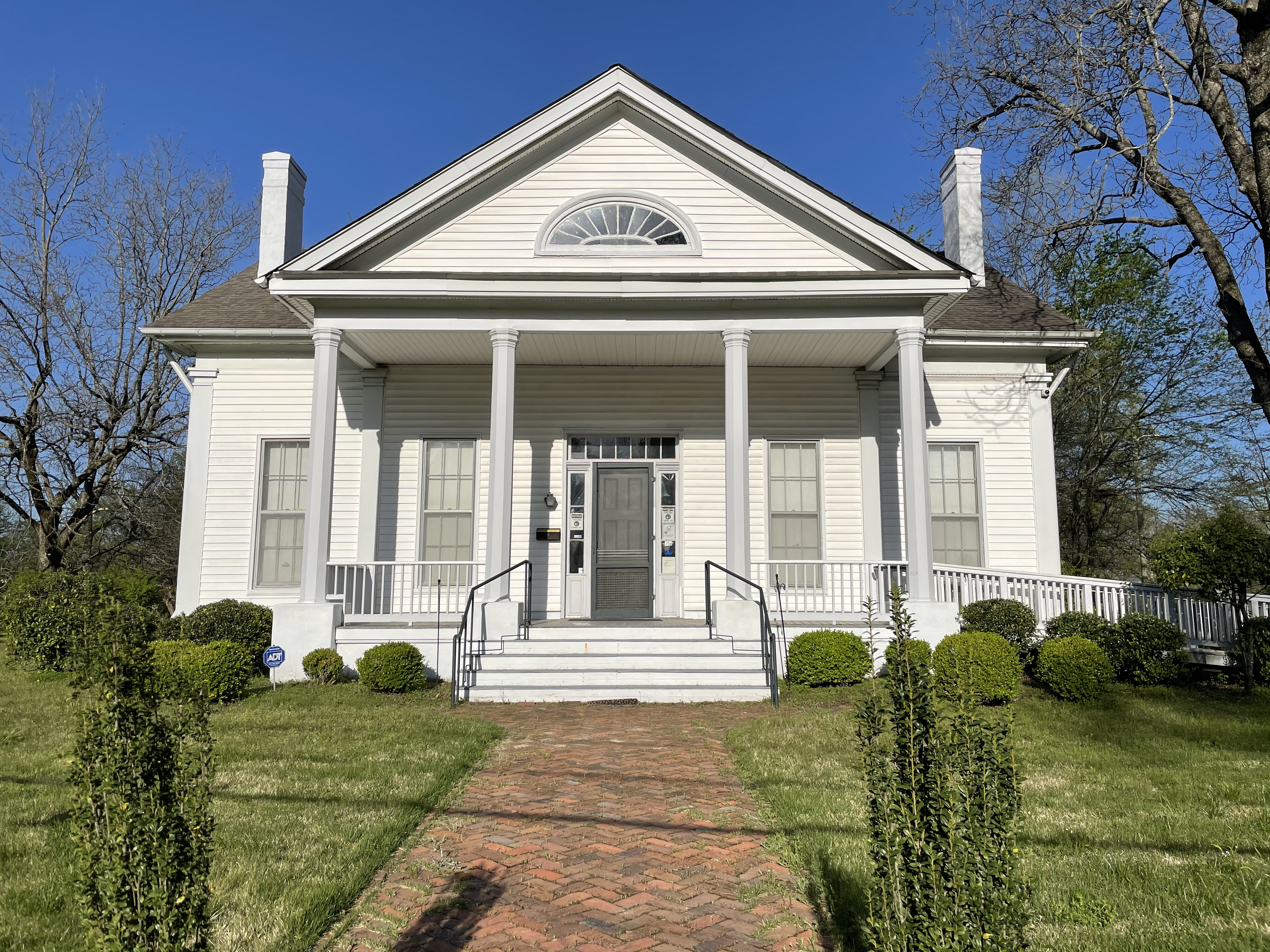
A Casa Bolling-Gatewood, onde a família Wells viveu, enquanto na escravidão e onde Ida nasceu

Ida Bell Wells nasceu em Holly Springs, Mississippi, em 16 de julho de 1862, meses antes do presidente norte-americano Abraham Lincoln emitir a Proclamação de Emancipação, que libertou os escravos nos territórios confederados. Seus pais, James Wells e Elizabeth (Lizzie) Wells, nasceram escravos e ambos pertenciam ao arquiteto Spires Bolling. Ida tinha sete irmãos e morava com sua família na casa do arquiteto, que hoje abriga o museu Ida B. Wells-Barnett.
Sua mãe era cozinheira e seu pai um carpinteiro que, depois da Guerra de Secessão ficou conhecido como um "homem de raça" que trabalhou para o avanço dos negros na conquista de direitos. Bastante interessado em política, James frequentou a Universidade Shaw, em Holly Springs (agora chamada Rust College), mas logo largou os estudos para cuidar da família. Ele também participou de discursos e manifestações políticas a favor de candidatos negros, embora ele mesmo nunca tendo concorrido. Lizzy era muito religiosa e rigorosa com os filhos e junto do marido era bastante ativa no Partido Republicano.
Ida também frequentou a Universidade Shaw, mas ela foi expulsa por comportamento subversivo depois de confrontar o presidente da faculdade. Aos 16 anos, Ida soube que Holly Springs estava sofrendo uma epidemia de febre amarela enquanto ela visitava sua avó no Mississippi. Tanto sua mãe, como seu pai e seu irmão mais novo (Stanley) morreram durante a epidemia, deixando ela e cinco irmãos órfãos.

## Começo da carreira
Após os funerais dos pais e do irmão, amigos e parentes decidiram que os seis filhos remanescentes deveriam ser separados e mandados para várias casas. Ida foi contra. Para manter a si mesma e os irmãos, ela conseguiu trabalho como professora em uma escola infantil para crianças negras. Sua avó paterna, Peggy Wells, junto de outros parentes e alguns amigos, se revezavam cuidando das crianças enquanto ela trabalhava. Sem essa ajuda, Ida não teria conseguido manter a família unida. Ida se revoltava com o fato de professores brancos recebiam 80 dólares por mês, enquanto ela e os colegas negros recebiam apenas 30 dólares. Essa discriminação a fez se interessar ainda mais por política de raça e a fez lutar por melhorias no sistema educacional, especialmente para os jovens negros.
Em 1883, Ida levou três de seus irmãos para morar com ela em Memphis, para morar uma tia e estar mais próxima de outros parentes. Logo ela percebeu que podia ganhar mais ali como professora do que no Mississippi. Pouco depois de se mudar, ela foi contratada em Woodstock, no condado de Shelby. Nas férias de verão, ela fazia cursos de extensão na Universidade Fisk, apenas para negros, em Nashville. Estudou também em outras instituições, onde desenvolveu ainda mais sua visão política provocou muita gente devido às suas opiniões a respeito dos direitos das mulheres.
Em 4 de maio de 1884, um condutor de trem mandou que Ida cedesse seu lugar na primeira classe do vagão feminino e fosse para o vagão de fumantes, que já estava lotado de passageiros. Apenas um ano antes, a Suprema Corte dos Estados Unidos votou contra a Ata pelos Direitos Civis de 1875, que baniu a segregação racial em transportes públicos. O veredito dava permissão para que ferrovias e seus funcionários pudesse segregar racialmente seus passageiros. Quando Ida se recusou a dar seu lugar, o condutor e outros dois homens a arrastaram dali. Ida tornou-se figura pública em Memphis depois disso, ao escrever um artigo para o The Living Way, um semanário da igreja, sobre o tratamento que recebeu no trem.
Em Memphis, ela contratou um advogado negro para processar a empresa dona da ferrovia. Quando o advogado foi comprado pela empresa, ela contratou um advogado branco e ganhou a causa em dezembro de 1884, quando a corte local lhe garantiu uma indenização de 500 dólares. A companhia apelou à corte do estado, que reverteu a decisão da corte local e ainda a obrigou a pagar os custos do caso ao tribunal.
Enquanto professora da escola infantil, Ida recebeu uma oferta de emprego no jornal Washington Evening Star, em Washington, D.C.. Ela também escrevia artigos para o jornal semanal The Living Way sob o pseudônimo de "Iola", que lhe rendeu grande reputação por escrever sobre questões raciais. Em 1889, tornou-se sócia e editora do jornal anti-segregação Free Speech and Headlight que foi criado pelo Reverendo Taylor Nightingale, onde publicava artigos sobre a segregação racial.
Em 1891 ela foi despedida da escola pelo Conselho de Educação de Memphis, depois de escrever vários artigos criticando as condições das escolas segregadas da região. Ida ficou profundamente triste com isso, mas concentrou todas as suas energias em escrever seus artigos. Em 1889, Thomas Moss, amigo da família de Ida, abriu uma doceria em um bairro apenas para negros na periferia de Memphis. Ida era madrinha de um dos filhos de Thomas e muito amiga da família. Como a doceria de Thomas faturava muito mais que a doceria dos brancos do outro lado da rua, uma turba furiosa de brancos destruiu o lugar enquanto Ida estava no Mississippi, em 1892. Na confusão, três homens brancos foram baleados e Thomas e mais dois amigos foram presos sob fiança. Uma imensa turba de brancos acabou invadindo a cadeia pública e matou os três homens lá detidos. Sobre isso, Ida escreveu:
| “ | Há, portanto, apenas uma coisa a se fazer; guardar o nosso dinheiro e sair dessa cidade que não protegerá nossas vidas e propriedades, nem nos dará um julgamento justo nos tribunais, mas nos prenderá e nos assassinará a sangue frio quando formos acusados por pessoas brancas. | ” |

Ida enfatizou em seus vários textos o espetáculo público proporcionado pelos linchamentos. Mais de 6 mil negros atenderam a seu apelo e deixaram Memphis. Outros organizaram boicotes aos estabelecimentos dos brancos. Após ser ameaçada, Ida acabou comprando uma arma de fogo. 
| “ | Eles me transformaram em uma exilada e ameaçaram minha vida apenas por falar a verdade. | ” |

## Obras

### A Red Record
A obra A Red Record (1895) de Ida B. Wells retrata a recorrente prática de linchamentos de pessoas negras nas principais cidades sulistas dos Estados Unidos no séc. XIX. Trata-se de um trabalho jornalístico que utiliza de estatísticas publicadas em diversos jornais da época com o objetivo de descrever e denunciar o que Wells chama de “Lei do Linchamento” (Lynch Law).

#### Prefácio
Carta de Frederick Douglass à Ida B. Wells:
Prezada Senhorita Wells, 

Deixe-me agradecê-la por seu fiel artigo sobre os abomináveis linchamentos agora praticados em geral contra pessoas de cor no Sul. Não houve palavra igual à sua em poder de convencimento. Eu tenho falado, mas minha palavra é débil em comparação. Você nos dá o que sabe e testemunha com base no conhecimento real. Você lidou com os fatos com uma fria e diligente fidelidade, e deixou esses fatos nus e incontestes falarem por si mesmos. Brava mulher! Você prestou ao seu povo e ao meu um serviço que não pode ser nem pesado nem medido. Se a consciência americana estivesse ao menos meio viva, se a Igreja e o clero americanos fossem ao menos meio cristianizados, se a sensibilidade moral americana não fosse endurecida pela aflição persistente do ultraje e do crime contra pessoas de cor, um grito de horror, vergonha e indignação subiria até o Céu onde quer que seu panfleto seja lido. Mas infelizmente! até mesmo o crime tem o poder de se reproduzir e criar condições favoráveis à sua própria existência. Às vezes parece que estamos abandonados pela terra e pelo Céu - ainda assim, nós devemos pensar, falar e trabalhar, e confiar que o poder de um Deus misericordioso trará a libertação final.

Com muita sinceridade e gratidão,— Frederick Douglass 

#### Capítulo I - O caso declarado
Na época da escravidão, o objetivo do homem branco era dominar a alma do homem negro e preservar seu corpo para o trabalho, mantendo-o subserviente. Entretanto, com a Emancipação, e, com isso, a quebra do sistema de dominação por meio da escravidão, o povo branco sulista passou a adotar diferentes estratégias de dominação sobre o povo negro. Com isso, um novo sistema de intimidação passou a valer: o negro deixou de ser açoitado e passou a ser assassinado. Ida B. Wells inicia o capítulo I de A Red Record mencionando que, nas últimas três décadas, apenas uma pequena parte dos assassinatos cometidos por homens brancos contra pessoas negras vieram à tona. Contudo, as próprias notícias publicadas nos jornais, cujos donos eram também homens brancos, poderiam ser sistematizadas para provar que, nesse período de tempo, mais de dez mil pessoas negras foram assassinadas a sangue frio sem um julgamento legal. Segundo a autora, na medida em que há uma ideologia racista que sustenta a prática de linchamento, que sistemática e intencionalmente esconde ou justifica tal prática através de mentiras e distorções, é necessário oferecer o outro lado da história.
Torna-se um doloroso dever do negro reproduzir um registro que mostra que uma grande parte do povo americano confessa a anarquia, tolera o assassinato e desafia o desdém da civilização. Estas páginas não foram escritas com espírito vingativo, pois todos que consideram o assunto devem admitir que é muito grave a condição daquele governo civilizado em que o espírito de desenfreado desacato à lei aumenta constantemente em violência e lança sua praga sobre uma área crescente do território. Nós imploramos não apenas pelas pessoas de cor, mas por todas as vítimas da terrível injustiça que leva homens e mulheres à morte sem a formalidade da lei. Durante o ano de 1894, houve 132 pessoas executadas nos Estados Unidos pela devida formalidade da lei, enquanto no mesmo ano, 197 pessoas foram mortas por turbas que não deram às vítimas a oportunidade de fazer uma defesa legal. Nenhum comentário precisa ser feito sobre a condição do sentimento público responsável por resultados tão alarmantes. O propósito das páginas que se seguem será dar o registro que foi feito, não por homens de cor, mas daquilo que é resultado de compilações feitas por homens brancos, de relatórios enviados ao mundo civilizado por homens brancos do Sul. De suas próprias bocas os assassinos serão condenados. Por vários anos, o Chicago Tribune, reconhecidamente um dos principais jornais da América, tornou a compilação de estatísticas sobre linchamento uma especialidade. Os dados compilados por aquela revista e publicados ao mundo em 1º de janeiro de 1894, até o presente, não foram contestados. A fim de evitar a acusação de exagero, os incidentes a seguir relatados foram confinados aos atestados pelo Tribune (p. 77-78, WELLS). 
O linchamento por parte do homem branco foi sempre acompanhado de uma justificativa específica que tinha como objetivo legitimar a prática na esfera pública. Wells fez uso da estatística para mostrar, pelo poder da agregação de dados, que tais justificativas eram infundadas e incoerentes (Murakwa, 218). Pelo menos três justificativas foram dadas ao longo das três décadas para sustentar tamanha violência. A primeira justificativa dada para o assassinato de pessoas negras foram os supostos “motins raciais”. De 1865 a 1872, centenas de pessoas negras foram impiedosamente mortas, sendo que a característica notável de tais eventos é a de que apenas pessoas negras foram mortas, enquanto todos os homens brancos escaparam ilesos. A verdade, ressalta Wells, é que nenhuma insurreição jamais aconteceu, nenhuma pessoa negra sequer foi presa ou provada culpada de participar de motins.

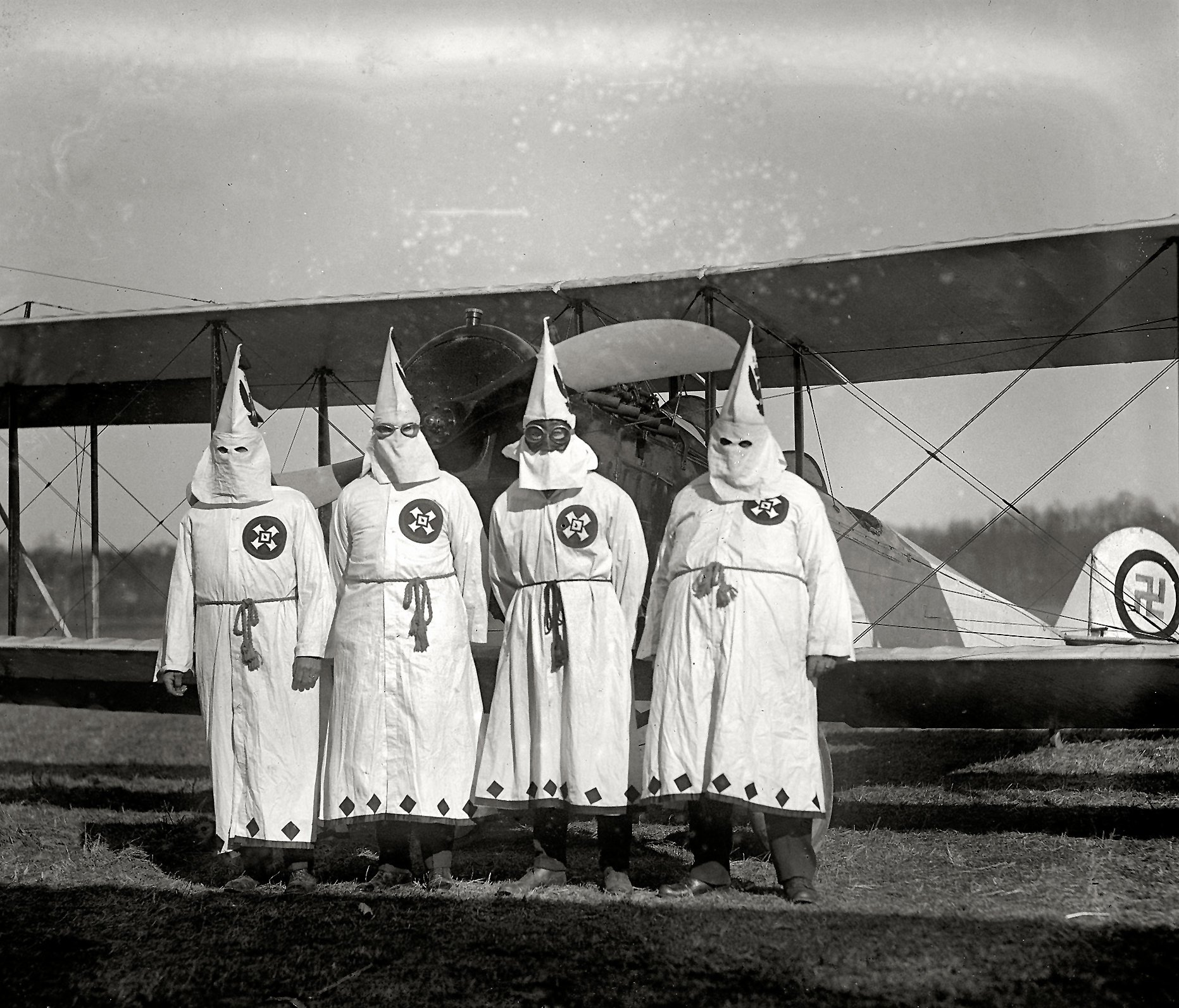
Membros da Ku Klux Klan, 17 de março de 1922.

Quando o homem branco do Sul não mais conseguiu sustentar tal mentira, surge a segunda justificativa. Graças a 15° Emenda da Constituição, o povo negro recebeu o direito ao voto e, em teoria, sua cédula se tornou um emblema de cidadania. Mesmo com direitos políticos formalizados na Constituição, as pessoas negras enfrentaram severas dificuldades para exercer seu direito de voto ou a expressão pública de suas opiniões políticas. Wells aponta que, segundo o sulista, o homem branco deveria governar, o que resultou no imperativo “Nenhuma dominação negraǃ” através de grupos reacionários extremistas como a Ku Klux Klan, os Reguladores e as multidões raivosas. Os massacres em Yazoo, Hamburgo, Edgefield, Copiah ficaram famosos pela brutalidade de tais grupos. O povo negro lutou sem êxito pelo direito à cidadania, o Estado americano que fez do negro um cidadão se viu incapaz de protegê-lo, e a vitória do homem branco veio, mas repleta de fraude, violência e assassinato. Wells ainda ressalta que o direito ao voto concedido ao povo negro nasceu e cresceu para ser uma “idealidade estéril”, já que este não tinha voz no âmbito político e social.
Ora, com os governos do Sul subvertidos, o povo negro excluído de toda participação nas eleições estaduais e nacionais, a tese de “dominação negra” perdeu força e a segunda desculpa dada pelo homem branco perdeu valor. Entretanto, a brutalidade sanguinária continuou, os negros seguiram sendo violentados à luz do dia, mas o mundo civilizado, como diz a autora, passou a responsabilizar com certa persistência os brancos do Sul por seus crimes. É neste contexto que surge a terceira desculpa: os negros deveriam ser mortos para vingar as agressões às mulheres. Esta justificativa, por sua vez, não poderia ser mais prejudicial ao negro e benéfica ao homem branco, já que a sociedade, pelo menos e tese, jamais aceitaria que as mulheres fossem violentadas. 
Assim, a sociedade acreditou na desculpa dada pelo homem branco. Para um homem branco do Sul, qualquer relação existente entre uma mulher branca e um homem negro é fundamento suficiente para a acusação de estupro, já que para o sulista é impossível existir uma aliança voluntária entre ambos. Logo, qualquer relação interracial existe sob coerção. São numerosos os casos, salienta a autora, em que homens negros foram linchados até a morte mesmo sendo indiscutivelmente provado que a relação se dava de forma consensual.
Wells reitera que durante todos os anos de escravidão jamais foram feitas acusações de estupro contra o homem negro, nem mesmo no decorrer dos conturbados dias da rebelião durante a Guerra da Secessão. Ou seja, nem quando o homem branco foi à guerra lutar pela manutenção do sistema de escravidão ocorreram tais acusações de abuso sexuais praticado por homens negros. Do mesmo modo, durante o período de supostos motins raciais, nunca ocorreu ao homem branco que as mulheres de suas famílias estivessem em perigo de agressão; bem como na era da Reconstrução, quando o clamor foi contra a suposta tentativa de dominação negra. Assim, para justificar a própria barbárie, o homem branco se utilizou da ameaça de estupro de mulheres brancas por homens negros para estabelecer a lógica de criminalização da população negra.

#### Capítulo II - Estatísticas da lei do linchamento
No capítulo II, Wells traz as estatísticas do que ela chama de “Lei do Linchamento” (Lynch Law), com base nos dados compilados no jornal Chicago Tribune, publicados no final de cada ano. A autora sistematiza e organiza os casos de linchamento da seguinte forma: crime imputado, data, nome da vítima e local do linchamento. Alguns dos crimes imputados às pessoas negras são: incêndio, envenenamento de gado, envenenamento de poço, agressão, insulto a brancos, preconceito racial, assassinato e estupro – tendo este último o maior número de vítimas. Wells acrescenta que no ano anterior, 1892, nem um terço das vítimas linchadas foram acusadas de estupro. Segue um trecho do Cap. II e a forma de sistematização de Wells:
ESTUPRO: Jan. 19, James Williams, Pickens Co., Ala.; Fev. 11, negro degsconhecido, Forest Hill, Tenn.; Fev. 26, Joseph Hayne, ou Paine, Jellico, Tenn.; Nov. 1, Abner Anthony, Hot Springs, Va.; Nov. 1, Thomas Hill, Spring Place, Ga.; 24 de abril, John Peterson, Denmark, S.C.; 6 de Maio, Samuel Gaillard, —–, S.C.; 10 de maio, Haywood Banks, ou Marksdale, Columbia, S.C.; 12 de Maio, Israel Halliway, Napoleonville, La.; 12 de maio, negro desconhecido, Wytheville, Va.; 31 de Maio, John Wallace, Jefferson Springs, Ark.; 3 de Junho, Samuel Bush, Decatur, Ill.; 8 de Junho, L. C. Dumas, Gleason, Tenn.; 13 de Junho, William Shorter, Winchester, Va.; 14 de Junho, George Williams, perto de Waco, Tex.; 24 de Junho, Daniel Edwards, Selina or Selma, Ala.; 27 de Junho, Ernest Murphy, Daleville, Ala.; 6 de Julho, negro desconhecido, Poplar Head, La.; 6 de Julho, negro desconhecido, Poplar Head, La.; 12 de Julho, Robert Larkin, Oscola, Tex.; 17 de Julho, Warren Dean, Stone Creek, Ga.; 21 de Julho, negro desconhecido, Brantford, Fla.; 17 de Julho, John Cotton, Connersville, Ark.; 22 de Julho, Lee Walker, New Albany, Miss.; 26 de Julho, —– Handy, Suansea, S.C.; 30 de julho, William Thompson, Columbia, S.C.; 28 de Julho, Isaac Harper, Calera, Ala.; 30 de Julho, Thomas Preston, Columbia, S.C.; 30 de Julho, Handy Kaigler, Columbia, S.C.; Ago. 13, Monroe Smith, Springfield, Ala.; Ago. 19, negro desconhecido, perto de Paducah, Ky.; Ago. 21, John Nilson, perto de Leavenworth, Kan.; Ago. 23, Jacob Davis, Green Wood, S.C.; Set. 2, William Arkinson, McKenney, Ky.; Set. 16, negro desconhecido,  Centerville, Ala.; Set. 16, Jessie Mitchell, Amelia C. H., Va.; Set. 25, Perry Bratcher, New Boston, Tex.; Out. 9, William Lacey, Jasper, Ala.; Out. 22, John Gamble, Pikesville, Tenn (p. 81-82, WELLS).
A estratégia de Wells pretendia não apenas denunciar a incoerência das alegações a favor dos linchamentos, mas ainda mostrar o modo como a ideologia racista invertia suas ações, ao marcar as vítimas como criminosos e os criminosos como vítimas (Murakawa, 2018). Isso fica claro nos capítulos posteriores, quando a autora denomina os títulos dos capítulos com os crimes atuais dos linchadores brancos. Ou seja, o restante do livro é uma organização dos crimes e assassinatos praticados por brancos. De acordo com Murakawa, Wells realiza uma modificação no modo como os linchamentos são anunciados, a fim de mostrar como a ideologia da supremacia branca justificava seus crimes através da “construção social da ameaça criminal negra”, ou seja, através da identificação de pessoas negras como criminosos. Para isso, Wells expõe apenas vítimas negras de linchamento e organiza os dados de acordo com o suposto crime realizado pelas vítimas.

#### Capítulo III - Linchamento de "imbecis"
No capítulo III, Wells pretende jogar luz sobre a incoerência do homem branco sulista que, embora seguro de sua benevolência, açoitou e linchou pessoas negras incapazes de serem responsabilizadas por seus atos. Isto é, existe o princípio legal e social de salvaguardar a vida humana, de modo a impedir a execução de um criminoso caso este seja considerado “imbecil” (imbeciles) – termo pejorativo usado pela autora que abrange a deficiência intelectual, os distúrbios psíquicos e vícios, como o alcoolismo. Este fato, entretanto, jamais impediu o homem branco de violentar e linchar pessoas negras em tais condições. O primeiro caso conta que Hamp Biscoe, sua esposa e seus dois filhos foram brutalmente assassinados, ainda que a condição psíquica de Biscoe, que sofria de Transtorno de Personalidade Paranoide (TPP), fosse amplamente conhecida pela comunidade. Já o segundo caso narra que Henry Smith foi cruelmente torturado e queimado vivo sob grande comoção da comunidade, que comemorou o linchamento, embora fosse de conhecimento geral que Smith sofresse com o alcoolismo. Trecho do relato do reverendo King que teria tentado impedir o linchamento de Smith:
Eu o odiei por seu crime, mas dois crimes não fazem uma virtude; e na breve conversa que tive com Smith eu fiquei mais firmemente convencido do que nunca de que ele era irresponsável. Eu conhecia Smith há anos, e houve momentos em que Smith esteve fora de si por semanas. Há dois anos me esforcei para colocá-lo em um asilo, mas os brancos estavam tentando imputar a ele o assassinato de uma jovem de cor e não quiseram ouvir. Por dias antes do assassinato da garotinha Vance, Smith estava fora de si e era perigoso. Ele acabara de sofrer um ataque de delirium tremens e não estava em condições de ser liberado. Ele percebeu sua condição, pois falei com ele há menos de três semanas e, em resposta às minhas exortações, ele prometeu se reformar. A próxima vez que o vi foi no dia de sua execução (p. 91-92, WELLS). 

#### Capítulo IV - Linchamento de homens inocentes
O capítulo IV aborda o linchamento em ocorrido em Louisiana, em julho de 1893, de um homem negro chamado Roselius Julian, após atirar e matar um homem branco, o juiz Victor Estopial. Alegou-se que Julian havia disparado por ressentimento em função de um insulto feito à sua esposa, porém o que motivou o crime de Julian foi a defesa de sua casa. Julian fugiu, nunca sendo encontrado. Devido a isso, seus irmãos foram linchados em seu lugar.

#### Capítulo V - Linchamento por qualquer coisa ou nada
No capítulo V foram apresentados casos de linchamentos dos anos 1891, 1892 e 1893. Os casos de linchamentos do ano de 1893 não tiveram grande relevância para a comunidade, mesmo havendo a necessidade de se relatar e tratar das causas que levaram a tais crimes. De certa maneira, isso demonstra que a Lei de Linchamento se normalizou nos Estados Unidos, pois as autoridades que tinham o poder de fazer justiça simplesmente ignoraram ou se mostraram indiferentes. 
Houve também o linchamento como resultado de uma suposta agressão em Memphis, Tennessee, uma das cidades mais ricas dos Estados Unidos à época. Duas mulheres estavam em uma carroça em direção à cidade, quando foram surpreendidas por Lee Walker. Ele dizia estar com fome, mas elas afirmaram que ele tentou agredi-las. Como era de costume, o alarde foi feito e logo a notícia se espalhou pela cidade. Walker foi encontrado, preso e então linchado até a morte. Indiferente, a população assistiu a todo o cenário terrível. Esse linchamento foi noticiado nos jornais Chicago Inter Ocean e Public Ledger, não sendo possível alegar que as autoridades não tinham conhecimento do ocorrido. Nada foi feito: nenhuma investigação ou julgamento foi realizado.

#### Capítulo VI - Histórico de alguns casos de estupro
No capítulo VI, Wells relata casos em que homens negros são acusados de agredir mulheres brancas, e de homens brancos que abusaram de pessoas negras do sexo feminino, incluindo meninas. Conforme Wells, era imprescindível assegurar o direito à defesa para as pessoas negras acusadas de cometer estupros. O povo negro teve a necessidade e foi forçado a defender seu nome, a mostrar que o crime de estupro era infundado, não passando de suposições carregadas de preconceito. A autora Linda O. McMurry, em To Keep the Waters Troubled: The Life of Ida B. Wells, a respeito das falsas acusações de estupro 
[...] despojando os homens negros não apenas de seu poder, mas também seu orgulho. Os homens brancos do sul definiram a masculinidade em parte como a capacidade de proteger suas mulheres "indefesas". Para negar a masculinidade negra, eles proibiram qualquer contato sexual entre homens negros e mulheres brancas, ao mesmo tempo em que reivindicam elas mesmas o direito de acesso sexual às mulheres negras. O linchamento foi uma grande ferramenta para a emasculação dos homens negros. Para apoiar os seus homens e para contrariar os desafios à masculinidade negra, as mulheres negras geralmente assumiam alguns dos papéis desempenhados pelas mulheres brancas nesta sociedade patriarcal. Eles também deveriam ser submissos e dar apoio em vez de para fornecer liderança. (p. 14, 1998).
Em Arkansas, Edward Coy foi amarrado em uma árvore e linchado aos olhos de quinze mil pessoas que assistiram do início ao fim o seu martírio. Coy foi perseguido após ser delatado pela mulher com quem teve um relacionamento, devido a ameaças que esta sofreu. Mesmo havendo o consentimento de ambas as partes no relacionamento em meio privado, quando o romance veio à tona, Coy se tornou um suposto agressor.

#### Capítulo VII - A cruzada se justifica
No capítulo VII, na seção "Um apelo da América para o mundo", Wells se dirige a outras nações para mostrar em que circunstâncias ocorreram os casos de linchamento pelos Estados Unidos, e argumenta que a sua cruzada se justifica como movimento político para o fim desses casos hediondo de "abate de seres humanos" e por uma melhora nas condições de vida das pessoas negras. Ela acrescenta que esses recorrentes atos de violência são realizados com a cumplicidade da polícia, dos governantes e do Estado que, ao invés de garantir o direito de defesa dessas pessoas que foram massacradas pela Lei dos Linchamentos, que habilitou os perpetuadores brancos a permanecerem impunes nos estados do Sul do país. 
Na seção "Horrorosa Barbárie Ignorada", Wells narra como é vingativa e moralmente reprovável a ação dos agressores, e detalha o envolvimento da polícia em pelo menos um desses ataques. Segundo conta, em setembro e outubro de 1894, seis homens pretos foram vitimados em um massacre horrendo. A própria Polícia de Memphis teria dirigido os acusados até uma emboscada, onde foram fuzilados. Eles estavam sob custódia policial e teriam declarado que poderiam facilmente provar em julgamento, que eram inocentes das acusações prestadas contra eles. Wells aponta que segundo os valores propagados pelos fundadores dos EUA, qualquer cidadão deveria ficar escandalizado com tamanha demonstração de barbárie e de injustiça. Ao contrário, descreve com grande indiferença o comportamento da mídia e de grande parte dos cidadãos do Sul ao crime.
Na seção intitulada "O acordar da América", Wells mostra que o terrível massacre citado anteriormente rendeu um posicionamento do Gov. Jones, de Alabama, no qual lamenta que as pessoas tenham sido raptadas enquanto estavam sob custódia policial, e que tenham sido assassinadas. Ele clama que situações como essas não se resolvem sem que seus culpados sejam indiciados, que a solução (remédio) para crimes como esses não ocorrem no silêncio, que promove esse sentimento coletivo de aprovação sobre esses atos hediondos. Pois o silêncio indica que ou a polícia aprova esses crimes ou é muito fraca para puni-los. Em ambos os casos, devemos clamar por melhorias na conduta policial para prevenção de futuros crimes deste tipo.
Por fim, em "Um amigável aviso", a autora relata como o estabelecimento do comitê anti-linchamentos deu resultados após a adesão de pessoas influentes, mesmo a campanha midiática contra Wells não foi capaz de controlar a adesão de um boicote, pois indústrias britânicas, mesmo que não politizadas, decidiram não investir em estados cujos massacres da população negra estivessem acontecendo. As razões pelas quais não haveria investimentos de capital inglês nesses estados do Sul diz respeito à mão-de-obra. Segundo consta no London Times, forte opositor do comitê anti-linchamentos, as empresas britânicas não investiriam em industrias em solo sulista, onde esses ataques estivessem acontecendo, porque grande parte da sua mão de obra seria composta de trabalhadores negros mal remunerados. Isso fez com que os líderes de Estados sulistas questionassem se permitir esse comportamento vingativo e sangrento de seus cidadãos valeria a perda do capital inglês.

#### Capítulo VIII - A posição da senhorita Willard

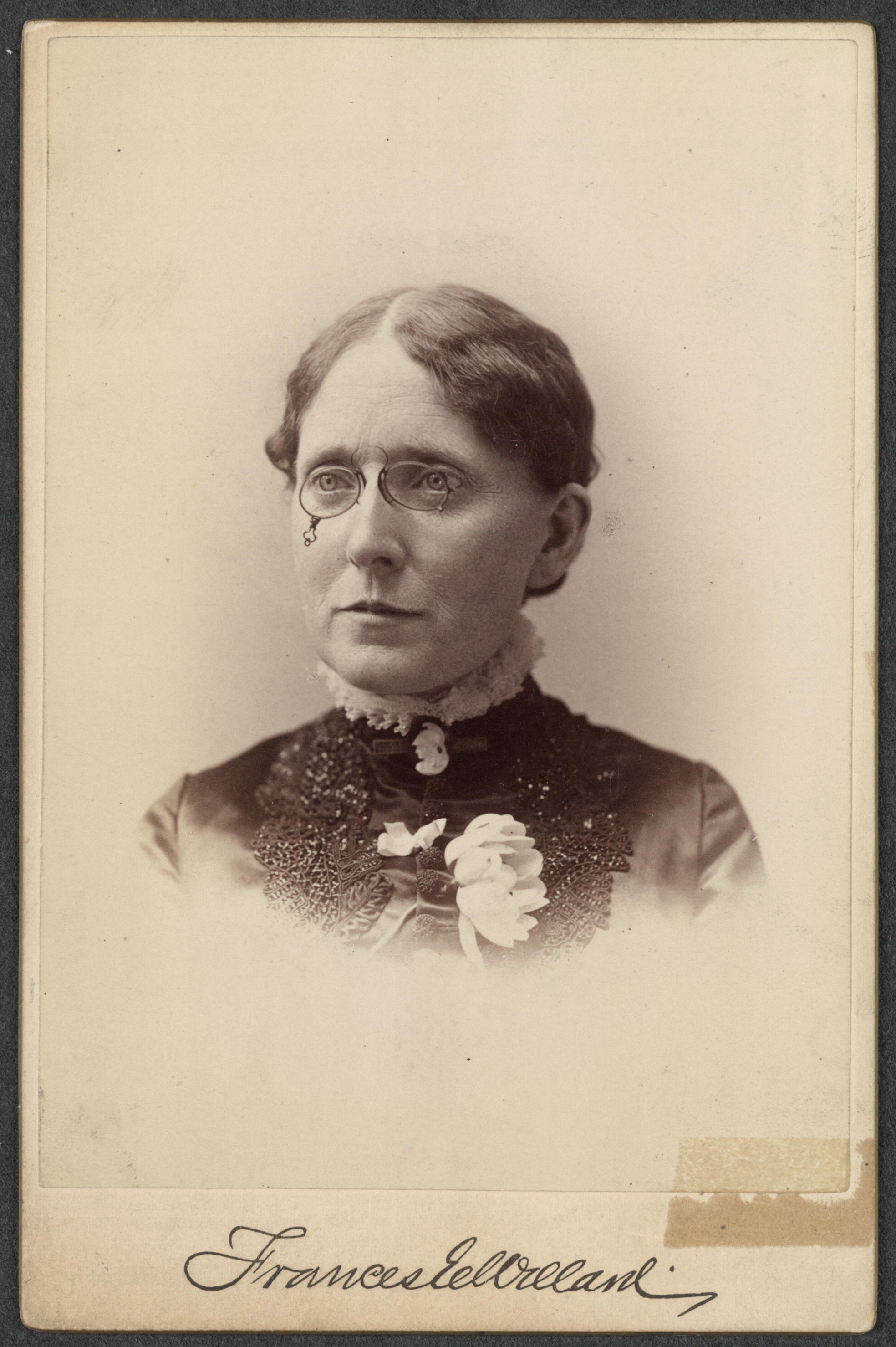
Frances Willard

O capítulo explora o posicionamento da Srta. Frances Willard como modelo de opinião pública da época sobre os recorrentes casos de linchamento. Neste capítulo, podemos observar as justificativas dadas para o uso do linchamento da população negra, que também ficaram conhecidas como "as três desculpas" que foram mais usadas para justificar o extermínio da população negra: 1) da necessidade de conter revoltas de cunho racial; 2) da necessidade da manutenção do poder através da vantagem numérica do voto; 3) da construção social da criminalização da população negra.
Willard liderou a Woman's Christian Temperance Union (WCTU), que, segundo Wells, seria na época a mais poderosa ONG de mulheres dos EUA. A autora questiona por que a WCTU, que oferece ajuda humanitária aos mais necessitados, não se posiciona contra os linchamentos recorrentes nos estados do Sul, visto que a população negra seria aquela que se encontra em maior vulnerabilidade social devido ao período da escravidão. Wells se questiona se evitar linchamentos não seria uma pauta legítima para a associação cristã, além de pontuar a omissão da WCTU, assim como dos demais cristãos, que demonstrava indiferença à barbárie recorrente nos estados do Sul. 
A autora também acrescenta que Willard, em seu discurso anual realizado em 5 de Novembro de 1894, como líder da organização WCTU, ataca o movimento anti-linchamento. Wells conta que a Srta Willard lamenta brevemente os numerosos linchamentos de 84, mas que no seguinte parágrafo dispara contra a jornalista.
Frances Willard argumenta que exigir um posicionamento da WCTU. contra os linchamentos e a atuação das milícias, conhecida como "Lynch Law", seria colocar este fardo injustamente sobre a metade da população branca, composta por mulheres. Mas Wells argumenta que para uma ativista dos direitos das mulheres e defensora de reformas morais, não parece inadequado questioná-la sobre sua agenda, em específico sobre o que se tem feito para evitar futuros casos de linchamentos. Para Wells, fica clara a conivência da WCTU com os linchamentos como o método vigente de coerção popular contra negros nos estados do Sul. 
Eu disse na época e repito agora, que em todos os dez terríveis anos de tiroteio, enforcamento e queima de homens, mulheres e crianças nos Estados Unidos, a União Cristã de Mulheres de Temperança nunca sugeriu um plano ou fez um movimento para evitar esses crimes terríveis (p.138, WELLS).
Essa declaração resultou em um processo da Srta. Willard contra Ida Wells, no qual a autora perdeu. Como a Srta. Willard não conseguiu negar a verdade destas afirmações, foi feita a acusação de que Ida Wells teria atacado a Srta. Willard e deturpado a imagem da WCTU. A seguir, podemos identificar como no discurso da ativista cristã se articulam "as três desculpas" nas seguintes declarações. Embora a Srta. Willard vivesse nos Estados do Norte ela se mostra favorável ao modo de vida sulista: 
Srta. Willard: Eles têm as tradições, a bondade, a probidade, a coragem de nossos antepassados. O problema em suas mãos é imensurável. Pois a 'raça negra' se multiplica como os gafanhotos do Egito. 
Observa-se que, segundo a Ativista Cristã, o aumento da população negra é considerado um enorme problema social, além do óbvio paralelo racista traçado entre a população negra e as sete pragas do Egito. Como podemos ver nos trechos destacados, a população branca temia perder o poder sobre a população negra, poder considerado legítimo no período da escravidão. Com o final da Guerra da Secessão, a escravidão foi abolida nacionalmente, entretanto, os métodos de coerção da população negra empregados nesse sistema permaneceram vigentes, pois havia o medo de que os recém libertos se rebelassem. A desculpa número dois aparece novamente quando a Srta. Willard se posiciona em defesa do modo de vida sulista e seus valores: 
Agora, quanto ao 'problema racial' em seu significado minucioso e atual, sou uma verdadeira amante do povo do sul - falei e trabalhei em, talvez, 200 de suas cidades e vilas; fui levada ao seu amor e confiança em dezenas de fogueiras hospitaleiras;(...). Acho que nós [cidadãos do Norte] prejudicamos o Sul, embora não tivéssemos a intenção de fazê-lo. A razão foi, em parte, o fato de termos nos enganado irremediavelmente ao não colocarmos nenhuma proteção nas urnas do Norte que separaria os analfabetos. Eles governam nossas cidades hoje; o salão é o palácio dele. Não é justo que eles votem, nem é justo que um negro de plantação, que não sabe ler nem escrever, cujas ideias são limitadas pela cerca de seu próprio campo e pelo preço de sua própria mula, seja encarregado da cédula. Deveríamos ter colocado um teste educacional na cédula desde o primeiro momento (p.135, WELLS). 
A desculpa número dois aparece mais uma vez quando a Srta. Willard dispara: 
"O fato é que os negros analfabetos não votarão no Sul até que a população branca opte para que o façam; e em condições semelhantes eles não o fariam no Norte" (p.136, WELLS).
Deste modo, a autora relata que durante o período da Reconstrução dos Estados Unidos, era comum que homens brancos meio bêbados assassinassem pessoas negras próximas das urnas, ou as intimidassem para que não votassem. A desculpa número três aparece no argumento da Srta. Willard, que afirma que os linchamentos seriam usados como medida preventiva:
A segurança da mulher, da infância, do lar, está ameaçada em mil localidades neste momento, para que os homens negros não ousem ir além da visão de sua própria árvore de cobertura (p.135, WELLS). 
Ou seja, a desculpa número três posiciona todo homem negro como provável assassino e predador sexual. Assim, o argumento em defesa das mulheres (brancas) e da família é fundamentado na prerrogativa de que pessoas negras seriam mais violentas; mais propensas à criminalidade e abusos sexuais: ser negro é igual a ser criminoso. Portanto, para a Srta. Willard, e aqueles que compartilham seu posicionamento, os homens brancos milicianos têm o direito de perseguir e assassinar pessoas negras, pois essa violência cometida por brancos é avaliada como uma medida preventiva. Pois a sua finalidade é reduzir a criminalidade (negra) e tornar a sociedade um ambiente mais seguro para brancos.

#### Capítulo IX - O registro de linchamento para 1894
No capítulo IX, foram apresentadas mais estatísticas sobre linchamentos retirados por Wells das colunas do Chicago Tribune em 1 de janeiro de 1895. Elas mostram, entre outras coisas, que em Louisiana, de 23 a 28 de abril, oito negros foram linchados porque um homem branco foi morto pelo negro, este último agindo em legítima defesa. Mas apenas sete deles foram indicados na lista. Já no condado de Brooks, Ga., 23 de dezembro, enquanto o país cristão se preparava para a celebração do Natal, sete negros foram linchados em vinte e quatro horas porque se recusaram, ou não puderam dizer o paradeiro de um homem negro chamado Pike, que matou um homem branco. As esposas e filhas destes homens linchados ficaram horrivelmente e brutalmente indignadas com os assassinos de seus maridos e pais. Mas a multidão não foi punida.

#### Capítulo X - A solução
Wells realizou um trabalho investigativo e sistemático ao recolher as notícias vinculadas no jornal nas datas em que os supostos crimes pelos quais homens negros foram linchados teriam ocorrido. Assim, ela encontrou muitas incongruências na narrativa criada pela polícia aos fatos relacionados ao crime. Podemos perceber que a autora se utiliza dos recursos quantitativos para situar o leitor do contexto social em que esses crimes foram cometidos. O período da Reconstrução dos Estados Unidos foi terrivelmente marcado por inúmeros casos de linchamentos de homens negros. Entretanto, a maneira como Wells apresenta os casos ao longo desta obra é ainda mais relevante já que ela organiza os casos em categorias de acordo com a acusação que consta na queixa-crime. Se analisarmos estatísticas como a autora as expõe, ao invés de estarmos analisando uma vasta lista de suspeitos de delitos violentos, como estupro e assassinatos, estaremos frente a lista de homens negros que foram linchados por homens brancos, sem o direito de defesa.
Wells argumenta que a finalidade desse panfleto não é alegar que todos os mil homens, mulheres e crianças negras, – enforcados, baleados e queimados vivos neste período de dez anos – eram inocentes das acusações feitas contra eles. Mas, sim, evidenciar que a punição não é a mesma para as classes de criminosos, visto que no linchamento não é dado ao negro a oportunidade de se defender contra as acusações não infundadas de homens e mulheres brancos. Já está estabelecido que a palavra do acusador é a única considerada verdadeira e a articulação da milícia exige que o Estado de direito seja revertido. O ônus da prova foi invertido, pois em vez de se provar que o acusado é culpado, o inverso acontece: é a vítima desse crime de ódio quem deve provar a sua inocência. Mas nesse contexto, nenhuma prova que ele possa oferecer satisfará a mobilização do poder paralelo. Wells descreve que, nesse cenário, "o homem já está atado de mãos e pés e se atira para a eternidade". E que depois, para justificar tamanha barbaridade, esse mesmo poder paralelo quase sempre relata que a vítima fez uma confissão completa antes de ser enforcada.
Primeiramente, os acusados em sua maioria foram indiciados por crimes diferentes daqueles descritos nas reportagens. Por exemplo, dado indivíduo teria sido linchado supostamente por tentativa de homicídio, nas reportagens da época o jornal não noticiou nenhuma tentativa de homicídio nas datas correspondentes. Ou então, caso tenha noticiado algum crime cometido, seria algum delito menos violento. Fato é que muitas das informações dadas à polícia não correspondem ao suposto crime cometido. Aparentemente os dados ou eram falsos ou foram alterados para que as acusações de crimes como estupro e assassinatos aparecessem como o principal motivo dos linchamentos. O que Wells exige, portanto, é que a justiça seja feita baseada em fatos, não em especulações moralmente comprometidas. Que se garanta o julgamento justo por lei para todos os acusados de crime, e que se execute a punição determinada por lei após a condenação honesta. Não é solicitada simpatia pelos criminosos, apenas que a lei seja aplicada a todos da mesma forma. O que é requisitado no manifesto Red Record é que aqueles que controlam as instituições públicas garantam o devido cumprimento da lei. 
Assim como aqueles que aderirem ao movimento estimulem a propagação do conhecimento dos fatos envolvidos nos crimes da milícia, para que os sentimentos morais não sejam inflamados com afirmações falsas e representações enganosas sobre o caráter da população negra. Para que a América seja verdadeiramente a "terra dos livres e o lar dos corajosos" é necessário que investigação empírica dos supostos crimes prevaleça, mas também que a opinião pública possa ser readequada para o momento histórico pós abolição da escravatura, através do abandono do sistema de coerção herdado do sistema escravocrata.

## O legado de Ida B. Wells
Ida B. Wells foi uma jornalista investigativa que sistematizou estatísticas de um verdadeiro projeto de extermínio da população negra nos EUA. Para compreendê-lo, em toda sua gravidade moral, é preciso analisar como as ideologias raciais desumanizam os sujeitos racializados. Como podemos perceber, o que a autora tenta explicitar é que ser afro-americano no contexto descrito por Wells implica: não ter direitos civis; não ser considerado como testemunho confiável; não poder circular livremente; ter de obedecer as Leis de Jim Crow de segregação racial, estar sujeito a todo tipo de violência da população branca e do Estado. Assim, a prática de linchamentos era recorrente nos Estados do Sul. Através da análise dos dados, fica claro que a Lei dos Linchamentos acontecia com o apoio dos cidadãos locais, governantes, chefes de polícia e do Estado que distorciam os fatos para criar uma narrativa capaz de justificar seus preconceitos.
Dessa forma, Wells inicia sua cruzada anti-linchamentos através da demonstração de que tais manifestações populares não eram moralmente justificadas. Seu trabalho de recuperação e sistematização dos dados de violência veiculados pela imprensa local possibilitou que ela apontasse as discrepâncias presentes na narrativa policial e midiática dos linchamentos. A intenção de Wells era investigar e trazer à tona a verdade sobre os motivos das bárbaras agressões e execuções direcionadas à população negra, e principalmente desmantelar esse sistema vestigial inerente aos séculos de escravidão, que organiza a sociedade de maneira extremamente desigual baseada na etnia.
Então, é inegável o quanto as situações de injustiça descritas nos relatos dos linchamentos revelam um problema social ainda mais grave que a perseguição e o assassinato de pessoas que sequer foram julgadas em tribunais. Primeiramente, nota-se a inversão do ônus da prova dependendo da cor da pele do acusado: no estado de direito, o Estado deve conseguir provar que o acusado é culpado; já no caso das milícias, é a vítima quem tenta provar sua inocência. Ao negro não é garantido o direito de defesa. Além disso, a perspectiva de que a execução sumária da população negra seria de alguma forma relacionada à manutenção da segurança de famílias brancas implica a crença racista de que pessoas negras seriam mais propensas a cometer crimes violentos, como assassinato, abuso sexual, roubo a mão armada, entre outros.
O posicionamento da Srta. Willard ilustra como até as organizações humanitárias da época – inclusive as do Norte do país, como a W.C.T.U. – negaram apoio ao movimento anti-linchamentos. Podemos relacionar isso ao temor da populaçao branca de que, com a liberdade, a população negra se vingasse dos atos hediondos do período da escravidão. Assim, até mesmo os ideais cristãos de respeito à vida e correção moral foram suprimidos para justificar as perseguições contra a população negra, como ilustra o posicionamento da Srta. Willard. Também fica claro no livro como as violentas manifestações populares tinham o objetivo de coagir e controlar pessoas negras, restringir qualquer tipo de relação entre negros e brancos para manutenção da segregação racial – como garante as Leis de Jim Crow. A segregação racial opera também no âmbito dos direitos civis e penais, visto que a punição dada aos mesmos crimes era muito diferenciada de acordo com a cor daquele que infringiu as normas. Vale ressaltar que os homens brancos milicianos, responsáveis por essas execuções, raramente eram penalizados.
Sem a atenção das autoridades locais, o apelo de Wells então se estende internacionalmente. No capítulo sete, em Um amigável aviso, observa-se que o movimento liderado por ela chega à Inglaterra. Embora seu apelo não ganhe o apoio da opinião pública, os relatos dos linchamentos ocorridos nos Estados do Sul foram suficientes para que algumas indústrias inglesas boicotassem essas localidades e escolhessem se estabelecer em estados em que tais violências não ocorressem. A razão para isso foi econômica, mas é mais uma evidência do brilhante trabalho e mobilização feita pela Wells.
Além disso, as demandas do movimento liderado por Wells também dizem respeito ao direito ao voto. Infelizmente, o poder paralelo de milícias locais também não pouparam esforços para impedir que cidadãos negros conseguissem ter seu direito ao voto garantido. Novamente, a motivação para isso era garantir que o poder dos governantes estivesse alinhado aos ideais racistas dos milicianos. Assim, podemos ver que a cruzada da Wells se estendeu em diversos âmbitos do discurso político que culminariam no mesmo fim: 1) a desestruturação da lógica supremacista branca que utiliza coerção, tortura e o extermínio de pessoas pretas como medida preventiva de contenção da violência. 2) exigir a aplicação equitativa da lei; 3) mostrar que a Lei dos Linchamentos opera com a inversão do ônus da prova, pois já supõe que negros são criminosos; 4) a importância do conhecimento dos fatos como ferramenta de transformação do sentimento moral da sociedade.

## Vida pessoal

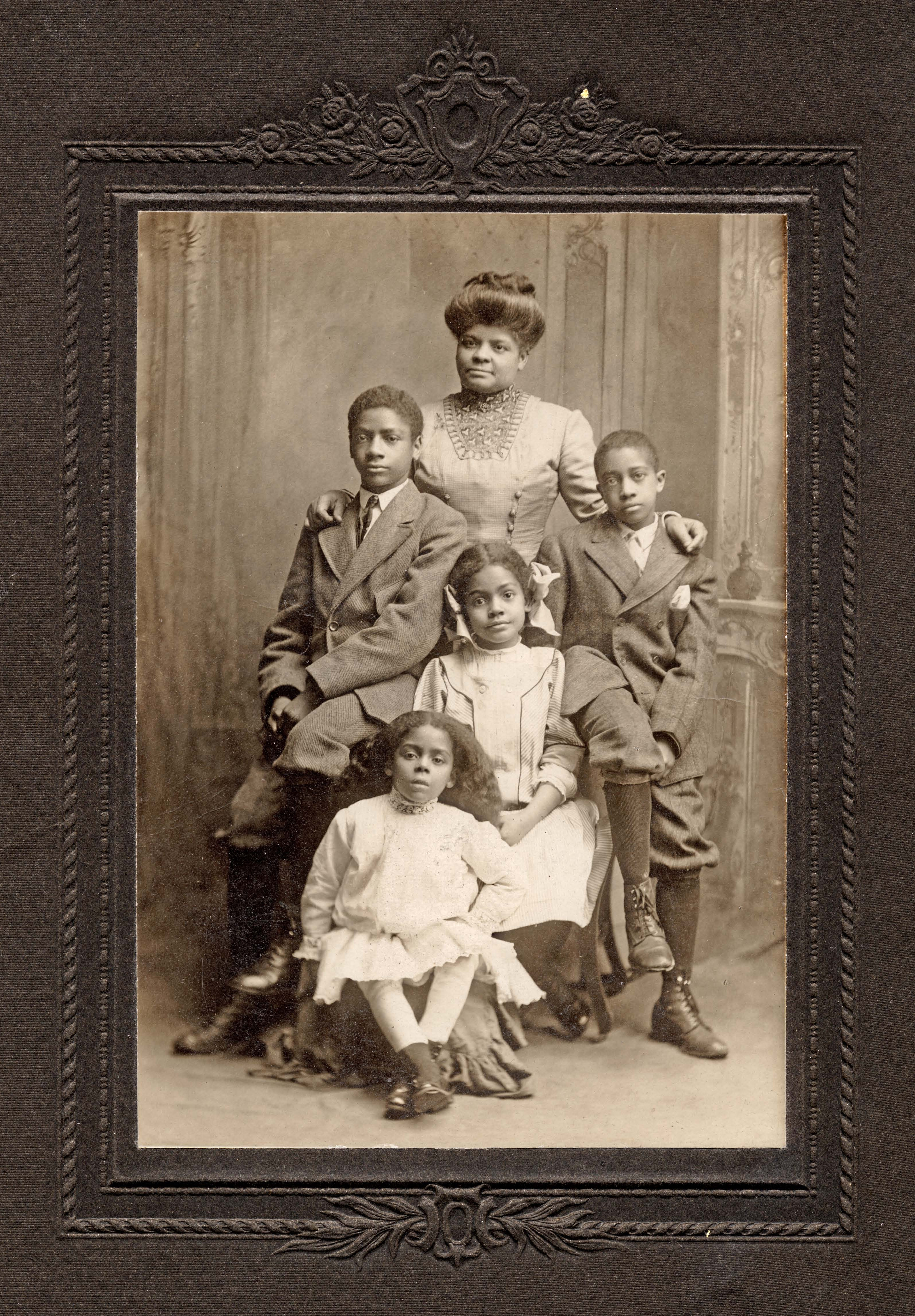
Ida B. Wells com seus quatro filhos em 1909

Ida mantinha diários a respeito de sua vida, onde escrevia eventos bastante pessoais. Antes de se casar, Ida escreveu que apenas se envolveria com homens que mantivessem pouco interesse romântico, pois um relacionamento baseado apenas no romantismo não tinha como dar certo. Ela queria algo que focasse na interação pessoal e intelectual, não apenas na atração física.
Em 1895, Ida se casou com advogado Ferdinand Lee Barnett, um viúvo com dois filhos, Ferdinand e Albert. Ida foi uma das primeiras mulheres nos Estados Unidos a não querer adotar o sobrenome do marido. O casal teve ainda mais quatro filhos: Charles, Herman, Ida e Alfreda.
Em sua autobiografia, Ida comenta sobre a dificuldade de ter que conciliar tempo entre família e trabalho. Mesmo depois do nascimento do primeiro filho, ela continuou trabalhando, levando o bebê Charles com ela para a redação do jornal. Mesmo tendo tentado equilibrar a vida de jornalista com mãe, ela não conseguiu ser tão ativa quanto antes. Susan B. Anthony chegou a dizer que ela parecia distraída. Depois do nascimento do segundo filho, Ida ficou longe da vida pública por um tempo.

## Morte
Em seus últimos 30 anos de vida, Ida trabalhou na reforma urbana de Chicago e criou uma família. Em 1930, Ida estava tão enojada dos candidatos de ambos os partidos que ela concorreu como candidata independente pela câmara de Illinois, perdendo. Mas tal ato fez dela uma das primeiras mulheres negras a concorrer pela legislatura estadual. Após sua aposentadoria, Ida começou a escrever sua biografia, Crusade for Justice (1928). Ela nunca a finalizou, pois morreu de insuficiência renal, em Chicago, em 25 de março de 1931, aos 68 anos. Ela foi sepultada no Cemitério de Oak Woods, em Chicago.